# Véhicule électrique au Royaume-Uni

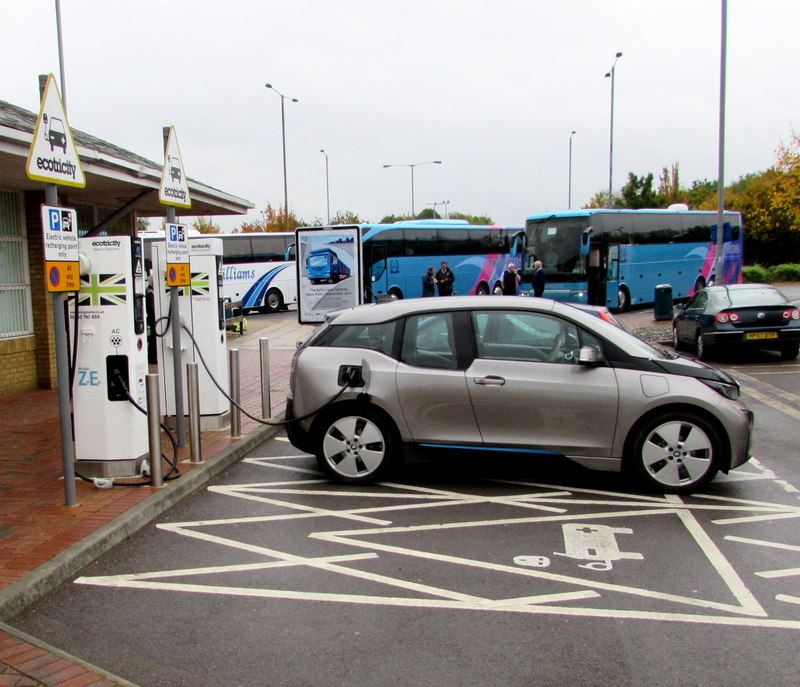
Vahicule électrique en charge en Angleterre en 2015.

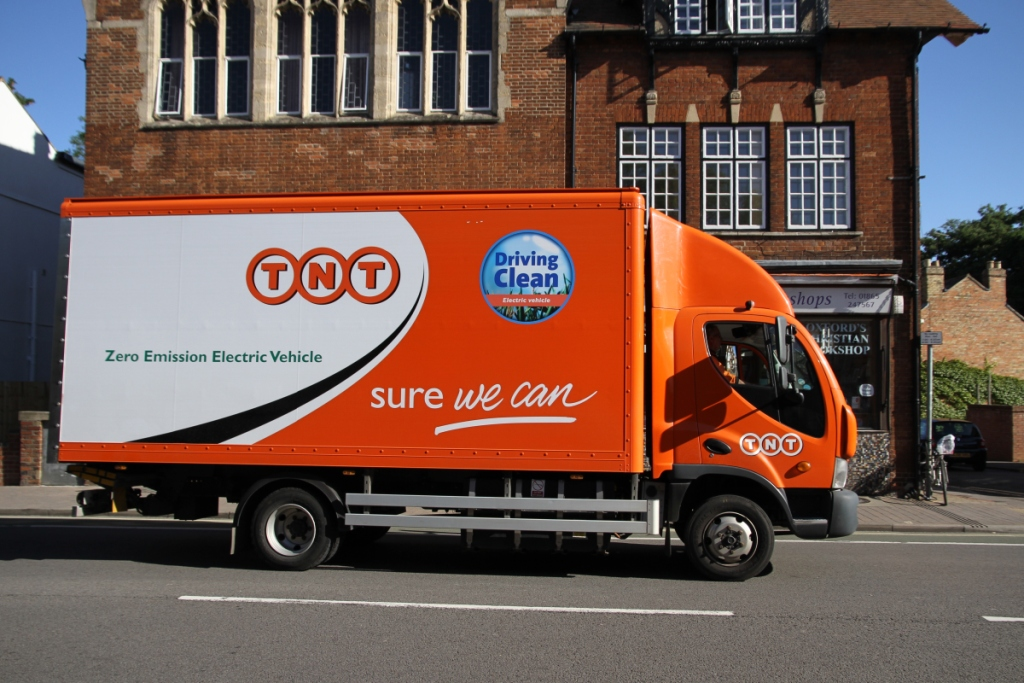
Fourgon électrique à batterie Smith Newton exploité par TNT Express à St Clement's Street, Oxford, Angleterre

Les voitures électriques au Royaume-Uni ont bénéficié d'un fort soutien des gouvernements : interdiction en 2017 de la vente des nouveaux véhicules Diesel et essence à partir de 2040, avancée en 2020 à 2035. Mais en juin 2022, le gouvernement britannique annonce la suppression du bonus écologique.
Le Royaume-Uni est en 2022 le deuxième marché européen pour la voiture 100 % électrique avec 17 % du total des ventes en Europe, derrière l'Allemagne (29,9 %) et devant la France (12,9 %).

## Immatriculations
En 2020, dans un marché automobile en baisse de 29,4 %, la part de marché des voitures électriques  au Royaume-Uni a atteint 6,6 % (108 205 immatriculations) contre 1,6 % en 2019 (37 850 immatriculations). Celle des hybrides rechargeables est passée de 1,5 % en 2019 à 4,1 % en 2020. Une enquête du Royal Automobile Club (RAC) publiée en janvier 2021 révèle que 9 % des automobilistes anglais ont l’intention de passer à l’électrique pour leur prochain achat, soit 3 % de plus que fin 2019 ; avec les hybrides rechargeables, ce taux passe à 18 %.
En 2022, 267 203 voitures 100 % électriques ont été immatriculées au Royaume-Uni, contre 190 727 voitures en 2021, soit +40,1 %, ainsi que 101 414 voitures hybrides rechargeables (114 554 voitures en 2021), soit -11,5 %. Le Royaume-Uni est en 2022 le deuxième marché européen pour la voiture 100 % électrique avec 17 % du total des ventes, derrière l'Allemagne (471 394 immatriculations, soit 29,9 %) et devant la France (203 122 immatriculations, soit 12,9 %).
En 2023, les ventes de voitures électriques ont progressé de 18 %, mais leur part de marché a stagné à 17 %, après la fin en 2022 des subventions à l'achat. Les immatriculations de voitures électriques particulières atteignent 314 684 en 2023 contre 267 203 en 2022, soit +17,8 %.
En 2024, 382 000 voitures électriques ont été vendues au Royaume-Uni, qui passe donc en tête du classement européen devant l'Allemagne (381 000 ventes, en baisse de 27,4 %) ; leur part de marché atteint 19,6 %, supérieure à celle constatée en France : 16,9 % et surtout en Allemagne : 13,5 %.

## Politiques de soutien à la voiture électrique
Michael Gove, ministre britannique de l'Environnement, annonce en juillet 2017 que le Royaume-Uni prévoit d'interdire totalement la vente des nouveaux véhicules Diesel et essence à partir de 2040.
Une loi en cours d'adoption en octobre 2017 donne au gouvernement le pouvoir de rendre obligatoires les travaux d'installation de bornes de recharge dans toutes les stations-service du réseau autoroutier et dans les plus grosses stations du réseau routier, alors que le Royaume-Uni compte 11 500 points de recharge pour véhicules électriques contre 20 000 en France.
En février 2020, Boris Johnson annonce que l'interdiction à la vente des voitures diesel et essence sera avancée à 2035 ; les véhicules hybrides seront également interdits.
En juin 2022, le gouvernement britannique annonce la suppression du bonus écologique, qui était jusque-là de 1 500 £ pour les véhicules coûtant moins de 32 000 £. La ministre des Transports Trudy Harrison déclare que « les fonds publics doivent toujours être investis là où ils ont le plus d’impact ». L’argent qu’économisera le gouvernement permettra de développer l’infrastructure de recharge ; le gouvernement investira aussi pour les taxis électriques, véhicules utilitaires électriques et véhicules adaptés aux personnes à mobilité réduite.
Le « mandat véhicule zéro émission » fixe chaque année un pourcentage de ventes électriques. S'il n'est pas atteint, les constructeurs doivent acheter des certificats ; s'ils dépassent les objectifs, ils gagnent des certificats supplémentaires pour les années suivantes. Cette part, fixée à 22 % pour l'année 2024, augmentera progressivement pour atteindre 80 % en 2030.
Alors que le gouvernement de Rishi Sunak avait reculé à 2035 l'échéance de la fin de la vente de véhicules neufs à moteurs thermiques, le gouvernement travailliste de Keir Starmer l'a ramenée en 2024 à 2030, avec un système d'amendes quand les constructeurs ne respectent pas un certain quota de ventes de véhicules électriques, fixé pour 2024 à 22 % pour les voitures de tourisme et à 10 % pour les utilitaires, et devant progressivement grimper. Mais la crise automobile ainsi que les protestations des constructeurs automobiles ont amené le gouvernement à accepter des concessions telles que des échanges de quotas.
Le 7 avril 2025, Keir Starmer présente un « plan de flexibilité » pour l'électrification du secteur automobile : l'échéance de 2030 est maintenue pour la fin de la vente de véhicules essence et diesel, mais avec des mesures d'aménagement. Entre 2030 et 2035, les constructeurs seront autorisés à vendre des véhicules hybrides ou hybrides rechargeables ; les amendes prévues pour les véhicules qui ne respecteraient pas la cible d'émissions de CO2 est réduite de 3 000 livres. Un système de crédits carbone échangeables entre les constructeurs automobiles est créé.
En juillet 2025, le gouvernement britannique annonce la mise en place d’une nouvelle enveloppe de 650 millions de livres sterling (750 millions €) pour soutenir l’électrification du parc automobile, trois ans après la suppression du précédent dispositif « Plug-in Car Grant ». Le nouveau bonus sera accessible pour les modèles dont le tarif catalogue n’excède pas 37 000 livres (environ 43 500 €) et pourra aller jusqu’à 3 750 livres (4 300 €). Il sera calculé selon des critères d'émissions liées à la production, de méthode de fabrication de la batterie, ou encore des rejets de CO2 du constructeur.